# یلنا دیمیتریوا

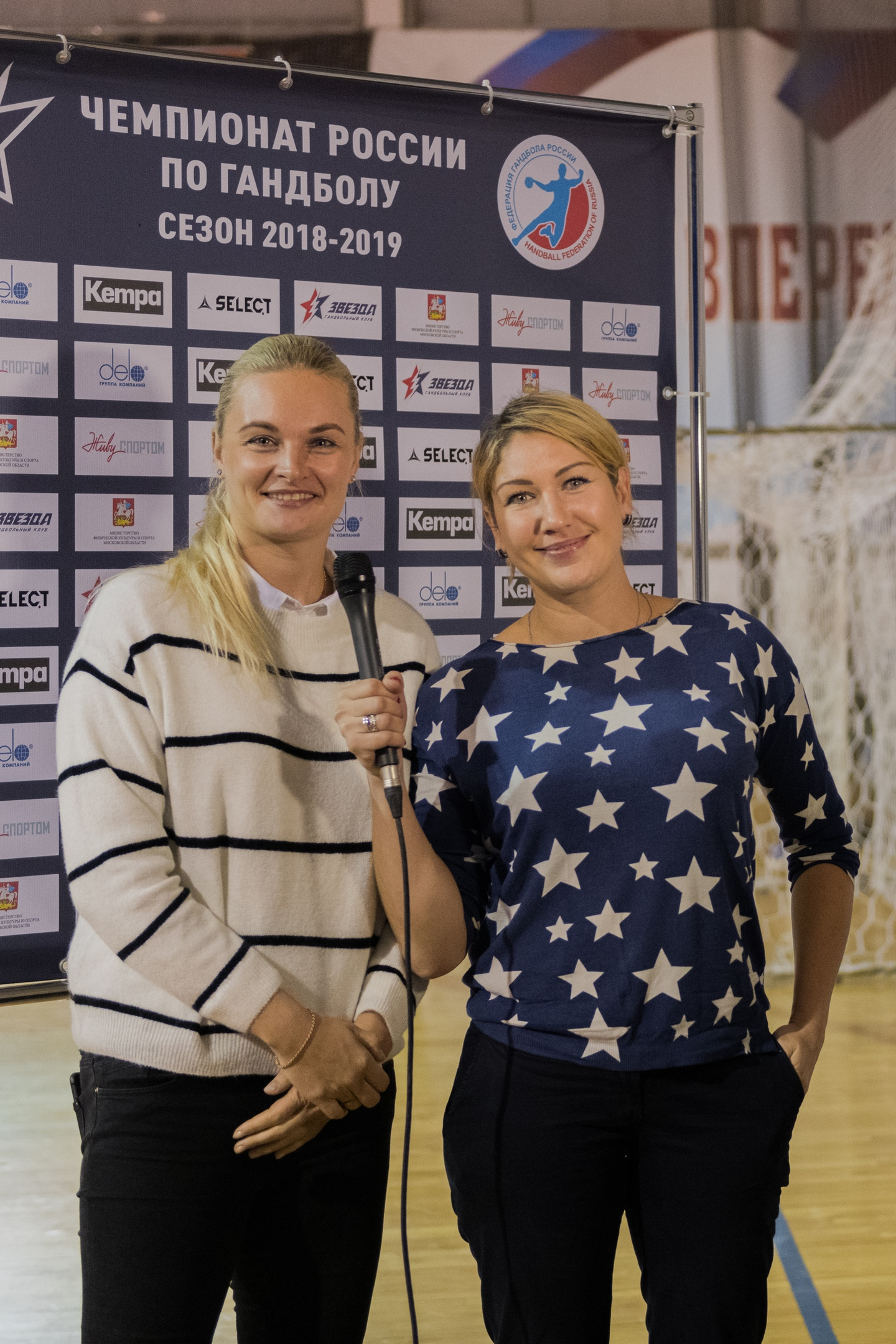
یلنا دیمیتریوا (سمت چپ تصویر) - ۲۰۱۹

یلنا دیمیتریوا (روسی: Елена Викторовна Дмитриева؛ زادهٔ ۱ ژوئیهٔ ۱۹۸۳) بازیکن هندبال اهل اتحاد جماهیر شوروی سوسیالیستی است.